# Hervé Jaouen
Pour les articles homonymes, voir Jaouen.
Pour l'amiral, voir Hervé Jaouen (amiral).
Œuvres principales
- Hôpital souterrain
- L'Allumeuse d'étoiles

Hervé Jaouen, né le 18 novembre 1946 à Quimper, est un écrivain français.

## Biographie
Hervé Jaouen commence à écrire dès l'âge de seize ans et son premier manuscrit reçoit l'encouragement de Jean-Edern Hallier. Il se destinait à des études de lettres, le hasard le conduit à faire des études de droit et d'économie et à commencer une carrière dans la banque. À 24 ans, il devient chef d'agence et le restera pendant treize ans.
En 1979, il inaugure une toute nouvelle collection de polars, Engrenage, par La Mariée rouge. Dans les années qui suivent, il s'affirme comme un des maîtres du roman noir français.
À partir de 1983, il se donne les moyens d'écrire en ne travaillant plus qu'à mi-temps à la banque qu'il quittera quelques années plus tard. L'Adieu aux îles (Mazarine, 1986), le consacre comme écrivain tout court et non plus seulement comme un auteur de polars.
Amoureux de l'Irlande où il se rend plusieurs fois par an, il lui rend hommage dans de nombreux livres, notamment Journal d'Irlande (prix des écrivains bretons), suivi de Chroniques irlandaises, puis de La Cocaïne des tourbières.
Écrivain doué de diversité, Hervé Jaouen a également publié des livres jeunesse : chez Gallimard, Le Cahier noir, La Route de la liberté et Mamie Mémoire (prix Chronos 2000 et prix des Incorruptibles 2001).
Il est aussi l'auteur de scénarios originaux dont deux ont donné des téléfilms : Gardiens de la mer, de C. Le Hérissey, et Une belle affaire, de Serge Meynard.
Hervé Jaouen a obtenu de nombreux prix dont le prix du suspense pour Quai de la Fosse et le grand prix de littérature policière pour Hôpital souterrain qui a pour cadre l'île de Jersey. L'Allumeuse d'étoiles lui permet d'ajouter son nom au palmarès prestigieux du prix Populiste où l'on note les noms de Jules Romains, Henri Troyat, Jean-Paul Sartre, Louis Guilloux, Bernard Clavel, André Stil, René Fallet, Christiane Rochefort, et de bien d'autres auteurs réputés. Son roman Que ma terre demeure (Presses de la Cité, 2001) a reçu le grand prix Bretagne de l'association des écrivains bretons en 2002. Plusieurs de ses ouvrages ont été traduits dans différentes langues.
À ce jour cinq de ses romans ont été adaptés à la télévision : Le Monstre du lac Noir dans le cadre d'émissions pour la jeunesse, La Mariée rouge par Jean-Pierre Bastid, Histoire d'ombres par Denys Granier-Deferre, Les Endetteurs (sous le titre Crédit-Bonheur) par Luc Béraud et Hôpital souterrain par Serge Meynard.

## Œuvre

### Littérature générale
- La Mariée rouge, Engrenage no 1, Éditions Jean Goujon, 1979

La Mariée rouge figure dans Le Guide des 100 polars incontournables, ouvrage d'Hélène Amalric paru en mai 2008, en collection Librio.
- La Chasse au merle, Engrenage no 10, Éditions Jean Goujon, 1979
- La Petite Fille et le Pêcheur, Engrenage no 23, Éditions Jean Goujon, 1980
- Quai de la Fosse, Engrenage no 34, Fleuve Noir, 1981, prix du Suspense 1982[réf. nécessaire]
- Marée basse, Engrenage no 61, Fleuve Noir, 1983
- Toilette des morts, Engrenage no 74, Fleuve Noir, 1983
- Le Crime du syndicat, Denoël, Sueurs froides, 1984
- Pleure pas sur ton biniou, Gallimard, 1985
- Histoires d'ombres, Denoël, Sueurs froides, 1986
- L’Adieu aux îles, Mazarine, 1986, Prix de la Fédération des Bretons de Paris 1987[1]
- Les Chiens du Sud, Denoël, Sueurs froides, 1987
- Coup de chaleur, Fleuve Noir, 1987
- Le Fils du facteur américain, Payot, 1988
- Connemara Queen, Denoël, Sueurs froides, 1990
- Hôpital souterrain, Denoël, 1990, Grand prix de littérature policière 1990
- Flora des Embruns, Denoël, 1991
- Les Douze Chambres de M. Hannibal, Stock, 1992
- Ouragan sur les grèbes, Denoël, 1993
- Les Endetteurs, Stock, 1994
- Toutes les couleurs du noir, omnibus de cinq romans noirs d'Hervé Jaouen, Denoël, Sueurs froides, 1995
- Le Fossé, Denoël, Sueurs froides, 1995
- L'Allumeuse d'étoiles, Denoël, 1996, Prix Eugène-Dabit du roman populiste 1996[2]
- La Tentation du banquier, Denoël, 1998
- Merci de fermer la porte, Nouvelles, Denoël, 1999
- Que ma terre demeure, Presses de la Cité, 2001, prix du roman du terroir de Cosnes-sur-Loire 2002, prix du pays de Caulnes (35) 2008[réf. nécessaire]
- L'Adieu au Connemara, Presses de la Cité, 2003
- Chroniques d'hier et de demain, Éditions Ouest-France, 2004
- Au-dessous du calvaire, Presses de la Cité, 2005
- Les Ciels de la baie d'Audierne, Presses de la Cité, 2006
- L'Argent de la quête, Éditions Après la lune, 2006
- Les Moulins de Yalikavak, Éditions Payot Rivages Noir, 2006
- Le Testament des McGovern, Presses de la Cité, 2006, prix des Grands espaces 2007[réf. nécessaire]
- Fleur d'Achélème, Éditions Diabase, 2007
- Lettres de Groix et d'ailleurs, échange de correspondance avec Anne Pollier de 1986 à 1993, Éditions Diabase, 2007
- Les Filles de Roz-Kelenn, Presses de la Cité, 2007
- Petites Trahisons et Grands Malentendus, Nouvelles, Éditions Diabase, 2009, sélection finale Goncourt de la nouvelle[réf. nécessaire]
- Ceux de Ker-Askol, Presses de la Cité, 2009, prix du Roman de la ville de Carhaix 2010[3]
- Aux armes Zécolos, Éditions Diabase, 2010
- Les Sœurs Gwenan, Presses de la Cité, 2010, prix du Roman Populaire d'Elven 2011[4]
- Ceux de Menglazeg, Presses de la Cité, 2011
- Dans l'œil du schizo, Presses de la Cité, 2012
- Gwaz-Ru, Presses de la Cité, 2013
- Eux autres, de Goarem-Treuz, Presses de la Cité, 2014
- Si loin des îles, Léopold Turgot/Hervé Jaouen, Locus Solus, 2015
- La Mariée rouge et six nouvelles pour finir la noce, éditions Omnibus, collection Bibliomnibus, 2015
- Connemara Queen, édition bilingue français/anglais, Coop Breizh, 2016
- Le Vicomte aux pieds nus, Presses de la Cité, 2017
- Sainte Zélie de la palud, Presses de la Cité, 2018, prix Terre de France - Ouest-France 2018[5],[6]
- L'Amour dans les sixties, Diabase, 2018
- Noces d'or irlandaises suivi de Le Spleen des sixties, poèmes, Diabase, 2019
- Le Bon Docteur Cogan, Presses de la Cité, 2019
- Retour à ma nature, Presses de la Cité, 2022
- Les Confidences du pommier, Presses de la Cité, 2023
- À l'Anguille agile, Presses de la Cité, 2025

### Littérature pour la jeunesse
- Le Monstre du lac noir, Syros, 1987
- La Croix du sud, Syros, 1988
- Le Cahier noir, Gallimard Jeunesse, 1992, Prix des Écrivains de l'Ouest 1992[réf. nécessaire]
- L'Oisif surmené, Seuil, 1995
- Stang Fall, Gallimard Jeunesse, 1995
- L'Or blanc au Loch Ness, Gallimard Jeunesse, 1998
- Singes d'hommes, Nathan, 1999
- Mamie mémoire, Gallimard Jeunesse, 1999, Prix Chronos 2000 (niveau 4e-3e)[7], Prix des Incorruptibles 2001[8] Prix Chronos (Suisse) 2014, pour la traduction en allemand[réf. nécessaire]
- Combien je vous doigt ?, Nathan, 2000
- La Route de la liberté, Gallimard Jeunesse, Folio Junior, 2003
- Quelle vie de chien !, Skol Vreizh, 2017
  - Pebezh buhez ki ! traduction en breton de Quelle vie de chien ! par Hervé Lossec, Skol Vreizh, 2017[9].

### Littérature de voyage et beaux livres
- Journal d'Irlande 1977-1983, Calligrammes, 1984, Prix des Écrivains Bretons[réf. nécessaire]
- Journal d'Irlande 1977-1983 1984-1989, Éditions Ouest-France, 1990
- Irlande, Éditions Ouest-France, 1992
- Chroniques irlandaises 1990-1995, Éditions Ouest-France, 1995
- Petite Prose trans(e) irlandaise, Apogée, 1995
- Le Bois bleu, Éditions Ouest-France, 1996
- La Cocaïne des tourbières, Éditions Ouest-France, 2000
- L'Éternel irlandais, Éditions du Chêne, 2003
- Abers, Éditions du Télégramme, 2005
- Suite irlandaise, Presses de la Cité, 2008
- Carnets irlandais, l'intégrale, éditions Ouest-France, 2015
- À nos vertes amours irlandaises (Journal d'Irlande 2008/2018), éditions Ouest-France, 2019

### Nouvelles
- La Femme de Jules, in Série B no 13, 1979 et in Bonne Soirée no 3971, 18/03/1998
- Le Centimètre, in Polar no 7, 12/1979
- Self-Bank, in Polar Hors Série no 1, 08/1980
- L'Indigestion, in Bulletin 813 no 3, 1981
- Le Polar inachevé, in Bulletin 813 no 5, 1982 (Une autre version existe sous le titre La Première Personne du singulier)
- Un exercice de style, in Plaquette de la Librairie L'Atalante, 1987
- Valeur refuge, in Black exit to 68, La Brèche, 1988
- La Première Personne du singulier, in Mystère 88, in Le Livre de Poche no 6502, 1988
- Abus de phosphore, in Sacrés Privés, Presse Pocket no 3702, 1991
- Interrogation écrite, in La Bibliothèque criminelle, Enfants Rouges, Julliard, 1991
- Stang Fall, in Pages Noires, Gallimard Jeunesse, 1995
- Crimes de papier, in Bonne Soirée no 3987, 08/07/1998
- Six Balles et des poussières, in Phosphore no 211, 1999 et in Revue 813 no 80, 06/2002
- Le Patient irlandais, in Ouest-France, 11 et 18/07/1999
- Concours de pêche, in Ouest-France, 25/07 et 01/08/1999
- Plaisir des sens interdit, in Ouest-France, 08 et 15/08/1999
- Le Disparu de Men Dioul, in Ouest-France, 22 et 29/08/1999
- Le Jeune Homme qui riait tout le temps, in Merci de fermer la porte, Denoël 1999 et in Folio no 3560, 2001
- Y a pas trente-six façons…, in Merci de fermer la porte, Denoël 1999 et in Folio no 3560, 2001
- Martial Noisant, in Merci de fermer la porte, Denoël 1999 et in Folio no 3560, 2001
- La Montre, in Merci de fermer la porte, Denoël 1999 et in Folio no 3560, 2001
- Café du viaduc, in Merci de fermer la porte, Denoël 1999 et in Folio no 3560, 2001
- La Prairie, in Merci de fermer la porte, Denoël 1999 et in Folio no 3560, 2001
- Le Pêcheur qui prit la mouche, Bulletin 813 no 72/73, 10/2000
- Des yeux de poisson mort, in Horizons lointains, Presses de la Cité, 2003 et in Petites Trahisons et Grands Malentendus, 2009
- Les Derniers Sacrements, in Nouvelles/Danevelloù, Spered Gouez, 2006 et in Petites Trahisons et Grands Malentendus, 2009
- Le Faux Pardon, in Petites trahisons et grands malentendus, 2009
- Les Animaux de Pierrot, in Petites trahisons et grands malentendus, 2009
- Ne dîne pas en ville, in Petites trahisons et grands malentendus, 2009
- Un saint homme, in Petites trahisons et grands malentendus, 2009
- Triste Fin pour un homme Pizh, in Livre d'or du Prix de la Ville de Carhaix, 2011
- Sternes, in L'Express, 2017

### Traductions
- L'Assassin, de Liam O'Flaherty, Joëlle Losfeld, 1996 et Rivages/noir, 1997
- Les Robinsons du Connemara, de Guy St John Williams, Éditions Ouest-France, 2002
- Lettres de la grande Blasket, de Elisabeth O'Sullivan, éditions Dialogues, 2011, Prix du livre insulaire d'Ouessant, mention spéciale[réf. nécessaire]
- Ösdur, de Gunnar Persson, éditions Skol Vreizh, 2023

### Romans écrits sous pseudonymes
- Les binious bombardent, J.-M. Kérity, Éditions Le Signor, 1978
- Le Voleur de jeans, Michael Ennis, Fleuve Noir, 1983
- Le Celte noir, Michaël Cliffden, Fleuve Noir, 1984
- Les Hommes-vecteurs, Michaël Cliffden, Fleuve Noir, 1985

### Ouvrages préfacés
- Le Grand Dictionnaires de cuisine - N° 3 - Poissons, Alexandre Dumas, Édit France, 1995
- Ces bretons du Canada, Véronique Mauras et Olivier Hamon, Cloître Éditeurs, 1997
- Deux Vagabonds en Irlande, texte de Bernard Pouchèle, photos de Pierre Josse, Terre de brume, 1998, Prix Arts en îles 1999
- L'Œil d'Inishall, Philippe Bagau, Blanc Silex Éditions, 2003
- Grand Quai, Anne Pollier, Éditions Diabase, 2007
- Un Siècle d'écrivains à Pont-Aven et ses environs, Bruno Geneste et Paul Sanda, Editions des Montagnes Noires, 2020
- Mauvais Départ, Liza Kerivel, Editions Goater, 2021

### Filmographie
- Haute-surveillance, 1982
- La Mariée rouge, 1985
- Le Monstre du lac noir, 1987
- Histoires d'ombres, 1988
- Crédit-bonheur, 1996
- Gardiens de la mer, 2000
- Hôpital souterrain, 2002
- Une belle affaire, 2002

### Théâtre
- Mamie mémoire a été adapté pour le Théâtre des Chimères par Jean-Marie Broucaret, 2006

## Prix
- Grand prix de littérature policière 1991 pour Hôpital souterrain[10]
- Prix Eugène-Dabit du roman populiste 1996 pour L'Allumeuse d'étoiles[11]